# الیاش کوژیمسکی
الیاش کوژیمسکی (لهستانی: Eliasz Kuziemski؛ ‏ ۳۰ ژوئیهٔ ۱۹۲۲ – ۱ ژوئن ۲۰۰۰) بازیگر اهل لهستان بود.
از فیلم‌هایی که وی در آن‌ها نقش داشته‌است، می‌توان به ماجراهای میخاو، چهار تانکچی و یک سگ، عروسک، یک فاجعه و قماری بالاتر از زندگی اشاره نمود.